# جوسيب كابالي دومينك
جوسيب كابالي دومينك (بالإسبانية: Josep Caballé Domenech) هو موزع إسباني، ولد في 1973 في برشلونة في إسبانيا.

## وصلات خارجية
- الموقع الرسمي
- جوسيب كابالي دومينك على موقع ميوزك برينز (الإنجليزية)
- جوسيب كابالي دومينك على موقع ديسكوغز (الإنجليزية)